# HD31373
HD31373 — хімічно пекулярна зоря спектрального класу B8, що має видиму зоряну величину в смузі V приблизно  5,8.
Вона  розташована на відстані близько 423,0 світлових років від Сонця.

## Пекулярний хімічний вміст
HD31373 належить до ртутно-манганових зір й її зоряна атмосфера має підвищений вміст Hg та Mn.